# Jeanny Dom
Jeanny Dom (* 5. Februar 1954) ist eine ehemalige luxemburgische Tischtennisspielerin und -funktionärin. Sie gehörte in den 1970er Jahren zu den besten Spielerinnen in Luxemburg. Seit 1995 ist sie Generalsekretärin des Europäischen Tischtennisverbandes ETTU.

## Aktive Zeit
Jeanny Dom begann 1965 mit dem Tischtennissport. Bereits 1969, als 15-Jährige, wurde sie für eine Weltmeisterschaft der Erwachsenen nominiert. Einen großen Erfolg erzielte sie aber im Jugendbereich, als sie 1971 mit der Mädchenmannschaft bei den Jugendeuropameisterschaften in Ostende Bronze gewann. Dies ist bis heute (2010) die einzige Medaille, die Luxemburg bei Tischtennis-Jugendeuropameisterschaften gewinnen konnte. Fünf Mal siegte sie bei den Internationalen Meisterschaften von Luxemburg. Auch nahm sie fünf Mal an Weltmeisterschaften teil, nämlich 1969, 1973, 1975, 1977 und 1979, ohne jemals in die Nähe von Medaillenrängen zu kommen.
Wegen ihrer Erfolge wurde sie 1970, 1971, 1973 und 1975 bis 1978 in Luxemburg zur Sportlerin des Jahres gewählt.

## Funktionärin
Nach dem Ende ihrer aktiven Laufbahn übernahm Jeanny Dom Funktionärsaufgaben. Von 1986 bis 1992 arbeitete sie am Sekretariat des luxemburgischen Tischtennisverbandes FLTT. Ab Januar 1993 war sie beim Europäischen Tischtennisverband ETTU angestellt. Im Januar 1995 löste sie Vladimir Palecek (CSSR) als ETTU-Generalsekretär ab. Dieses Amt hatte sie bis 2013 inne. Wegen ihrer Verdienste wurde ihr im September 2015 die ETTU-Ehrenmitgliedschaft angetragen.

## Turnierergebnisse
| Verband | Veranstaltung     | Jahr | Ort        | Land | Einzel    | Doppel    | Mixed     | Team |
| ------- | ----------------- | ---- | ---------- | ---- | --------- | --------- | --------- | ---- |
| LUX     | Weltmeisterschaft | 1979 | Pyongyang  | PRK  | Scratched | Scratched | Scratched | 26   |
| LUX     | Weltmeisterschaft | 1977 | Birmingham | ENG  | Qual      | letzte 64 | letzte 64 | 21   |
| LUX     | Weltmeisterschaft | 1975 | Calcutta   | IND  | letzte 64 | letzte 32 | Qual      | 20   |
| LUX     | Weltmeisterschaft | 1973 | Sarajevo   | YUG  | letzte 32 | Qual      | Qual      | 28   |
| LUX     | Weltmeisterschaft | 1969 | München    | FRG  | Qual      | Qual      | Qual      | 29   |